# The Man from Island West
 (juin 2016).
Pour plus de détails, voir Fiche technique et Distribution.
The Man from Island West (titre original : 西部來的人 - Xī bù laí de rén) est un film taïwanais réalisé par Huang Ming-chuan et sorti en 1990. 
Il s'agit du premier volet d’une trilogie de cet auteur dont les deux autres sont Bodo (寶島大夢) et Flat Tyre (破輪胎).

## Synopsis
Ah Ming, un membre du groupe des Atayal, un peuple aborigène de Taïwan habitant traditionnellement le nord-est de l’île, rentre dans son village natal après de longues années passées à Taipei et tente de se suicider en provoquant un accident de voiture. Rescapé, il est recueilli par un membre de sa tribu qui l’héberge en lui cédant son poulailler. Là, Ah Ming fait la connaissance du fils de son bienfaiteur, Ah Chiang, un ouvrier travaillant dans une carrière de pierre près du village. Celui-ci rêve de partir à Taipei et rejette le mode de vie traditionnel de son père. C’est à ce moment que Hsiu-Mei revient au village après avoir travaillé comme prostituée à Taipei. Commence alors un chassé-croisé entre ces trois personnages en suspens entre un passé lancinant et un avenir incertain.

## Fiche technique
- Titre international : The Man from Island West
- Titre original chinois : 西部來的人  (Xī bù laí de rén)
- Réalisation : Huang Ming-chuan
- Scénario : Cheng Hui-Hua, Huang Ming-chuan
- Photographie : Huang Ming-chuan
- Production : Image Concept Studio
- Pays d'origine :  Taïwan
- Langues : mandarin, atayal
- Genre : Film dramatique
- Durée : 91 minutes
- Date de sortie : 1990

## Distribution
- Wu Hong-Ming (吳宏銘) : Ah Ming
- Chen Yi-Wen (陳以文) : Ah Chiang
- Xiao Cui-Fen (蕭翠芬) : Hsiu-Mei
- Syaman Rapongan (夏曼•藍波安) : Le père d’Ah Chiang

## Commentaires
- Parfois considéré comme le premier film indépendant de Taïwan[3], The Man From Island West est aussi le premier long métrage de fiction de l'île cherchant à mettre en scène des aborigènes en adoptant leur point de vue, superposant régulièrement à ses images le récit d’une légende atayal récitée en voix off[4].
- À travers les hésitations des trois personnages principaux, Ah Ming, Ah Chiang et Hsiu-Mei, The Man from Island West traite des thèmes universels de la « quête identitaire » et des « vicissitudes de l’exil »[5], atteignant à travers ses « images fortes » et ses « émotions brutes » une dimension universelle qui fait de lui un « classique mineur » du cinéma selon le magazine britannique Time Out[6].

## Récompenses et distinctions
- 1989 : Prix Kodak de la meilleure photographie au Festival du film d’Hawaï[7].
- 1991 : Prix spécial du Jury au Festival du film de Singapour